# 波利齐亚诺

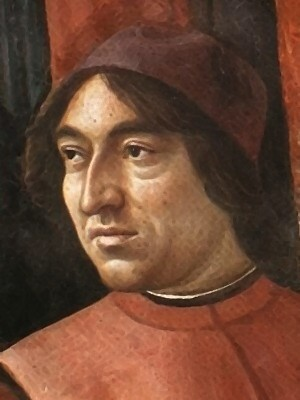
安杰洛·安布罗吉尼的画像

安杰洛·安布罗吉尼（義大利語：Agnolo (Angelo) Ambrogini，通称波利齐亚诺（義大利語：Poliziano）  1454年7月14日—1494年9月24日）意大利古典学者和佛罗伦萨文艺复兴时期诗人，他的学识对拉丁文艺复兴（或人道主义者）与中世纪规范以及语言学的发展有所贡献。作品包括荷马的《伊利亚特》（《卡图卢斯》的诗歌版本）的段落翻译以及有关古典作家和文学的评论。正是他的古典学研究吸引了统治佛罗伦萨的美第奇家族。他担任美第奇家族子女的老师，后来又成为其密友和政治知己。